# Pandanus thurstonii
Pandanus thurstonii là một loài thực vật có hoa trong họ Dứa dại. Loài này được C.H.Wright miêu tả khoa học đầu tiên năm 1894.